# Bela B.

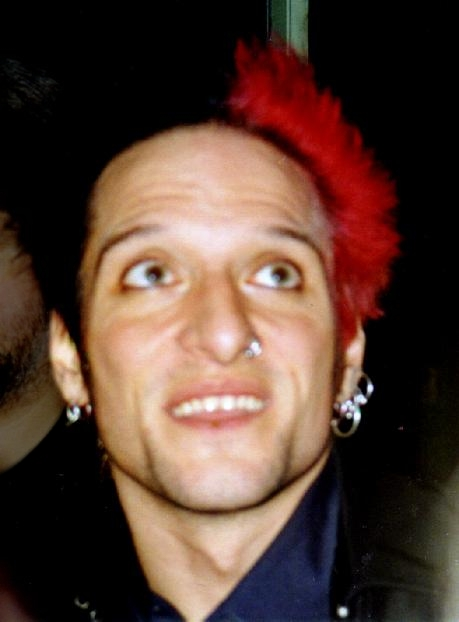
Bela B. în 1998

Bela B, pe numele său real Dirk Felsenheimer, este un compozitor, interpret și actor german. Este cunoscut în special ca bateristul formație punk Die Ärzte (în traducere „Medicii”). S-a născut la data de 14 decembrie 1962 în districtul Spadau, din Berlin și până la ora actuală, în afară de albumele lansate împreună cu Die Ärzte, a dat naștere și unui album solo, intitulat "Bingo", care a apărut în anul 2006.

## Copilăria
Dirk Albert Felsenheimer s-a născut în Spadau, cel mai vestic district din Berlin. Are o soră geamănă pe nume Diana. Părinții lui au divorțat când acesta avea cinci ani. Bela B a absolvit Carlo-Schmid-Oberschule. Apoi a intrat în poliție, fie din cauza plictiselii, fie datorită influenței unchiului său, care era și el polițist. La puțin timp după începerea antrenamentelor, a devenit punker, ceea ce a apărut cel puțin ciudat în comparație cu cerințele poliției. Împotriva scepticismului său, Bela a continuat antrenamentele, din moment ce nu putu să găsească o soluție mai bună și totodată nedorind să își îngrijoreze mama. Dar a renunțat la scurt timp, datorită lipsei de apartenență la grup. A lucrat mai apoi într-un depozit, după care s-a angajat la un magazin de perdele.
Și-a adoptat pseudonimul de la Bela Lugosi, pe care l-a admirat încă din copilărie. "B"-ul vine de la Barney, din moment ce numele german a personajului Barney Rubble este Barney Geröllheimer, iar el a fost poreclit așa datorită similarității cu Felsenheimer.

## Cariera muzicală

### Die Ärzte
Bela B. a cântat prima dată în formația Soilent Grün, înainte de a începe colaborarea cu Die Ärzte, alături de Farin Urlaub și de Hand Runge. Grupul a apărut la scurt timp pe compilația Überschäumende Stimmungshits, iar după ce au câștigat un concurs de trupe amatoare, și-au cheltuit toți banii primiți pe EP-ul de debut, "Uns geht's prima..." (Ne simțim grozav),în 1983 . Au semnat un contract cu Columbia Record și au lansalt LP-ul "Debil", în 1984. După alte câteva albume, trupa se desparte, din 1989, până în 1992.

### Deep Jones
După destrămarea trupei Die Ärzte, Bela a format un nou band, S.U.M.P., alături de prietenul său, Rodrigo González, dând naștere unui nou album, "Get Wise, Get Ugly, Get S.U.M.P", pe care se găsesc mai multe coveruri ale unor cântece cunoscute.  Formația a fost renumită ulterior "Deep Jones", după caracterul  aparținând versiunii germane de benzi desenate, Lucky Luke.LP-ul lor de debut, "Return to Caramba!", nu a reușit să ajungă la succesul fostei trupe, iar următoarele, "Welcome to Hell" și "At 2012 A.D" au fost și mai nepopulare. În același timp, bandul lui Farin Urlaub, King Køng, avea și el mari probleme, așa că în 1993 el și Bela B. au căzut de acord să redevină Die Ärzte, cu Rodrigo González la bas.